# Parlementaire afsplitsing
Een parlementaire afsplitsing is een fractie in een politiek orgaan die ontstaan is nadat één of meer vertegenwoordigers zich van een bestaande fractie afsplitsen. Zij kunnen dan als onafhankelijke leden verdergaan. Het kan ook voorkomen dat vertegenwoordigers zich aansluiten bij een andere fractie. Vaak is een meningsverschil over de politieke koers van de politieke partij de reden voor een afsplitsing. Soms is er sprake van een persoonlijke tegenstelling. De gewoonten en regels rond afsplitsingen verschillen tussen de landen. 
Een afsplitsing of wijziging van fractie kan voorkomen in een nationaal parlement, in een gemeenteraad, in het Europees parlement etc. 
In staten met een zwakke democratische traditie kan het voorkomen dat mensen van partij wisselen in ruil voor geld, voor een bepaalde functie of voor andere voordelen; dit wordt dan aangeduid met het "kopen van volksvertegenwoordigers". 

## Nederland
In Nederland komt het wisselen van politieke partij veel voor. Op grond van de Nederlandse grondwet, het zogeheten vrij mandaat, is dit wettelijk ook toegestaan. Omdat de politieke partijen daar over het algemeen niet blij mee zijn, wordt deze handelswijze van politici ook wel aangeduid met "zetelroof." 
Bij sommige partijen, zoals de SP, is het gebruikelijk dat volksvertegenwoordigers verklaren dat zij hun zetel ter beschikking stellen als zij afwijken van de koers van de partij. Dat dit in de praktijk meestal niet gebeurt, komt doordat dissidenten vaak de mening hebben dat niet zij, maar juist de overige fractieleden van de partijlijn afwijken. Een afsplitsing heeft recht op een evenredig deel van de personele ondersteuning en spreektijd. Via regelgeving probeerde de Tweede Kamer in 2015 het effect op langere spreektijd en ondersteuning te beperkingen.
Parlementaire afsplitsingen zijn doorgaans een eenmansfractie, maar het komt ook voor dat meerdere personen zich samen afsplitsen. Politieke vertegenwoordigers behouden volgens de wet het recht op hun zetel, maar een afgesplitste fractie mag niet de naam van een nieuwe, nog niet in de Kamer aanwezige politieke beweging dragen.

### Voorbeelden
Voorbeelden van succesvolle afsplitsingen zijn de PVV die ontstond uit de Groep Wilders (2004-2006) en Nieuw Sociaal Contract van Pieter Omtzigt. Eerstgenoemde vertrok uit de VVD, de tweede uit het CDA.

## Australië
Het komt zelden voor in Australië dat een lid van een grote partij overstapt naar een andere politieke partij. Het komt vaker voor dat een parlementslid onafhankelijk wordt en een eigen kleine politieke partij vormt. In de twintigste eeuw vonden er soms massale wijzigingen van partij plaats als gevolg van splitsingen binnen zo een partij. Zo waren er in 1916 veel overstappers van de Australian Labor Party naar de National Labor Party, inclusief de zittende premier Billy Hughes. Ook waren er splitsingen in 1931, in 1940 (naar de Non-Communist Labor Party), en in 1955 (naar de Anti-Communist Labor Party). 
Tijdens de verkiezingen van de staat Tasmanië in 2024 kondigde de liberale premier Jeremy Rockliff aan dat hij van plan was de grondwet van Tasmanië te wijzigen om een clausule toe te voegen die zou bepalen dat als een parlementslid de partij verlaat waarvoor deze is gekozen, het lid de zetel in het parlement zou moeten opgeven. Dit zou Tasmanië tot de enige staat maken met een dergelijke clausule.

## Duitsland
In Duitsland komt het wisselen van politieke partij zelden voor. Partijwisselingen vinden vaak plaats wanneer partijen van politieke richting veranderen, nieuwe coalities vormen of wanneer er een partijscheuring plaatsvindt.  Het besluit van de FDP om in 1969 een sociaal-liberale coalitie aan te gaan met de SPD leidde ertoe dat een groot aantal nationaal-liberale parlementsleden overstapte naar de CDU/CSU. Als gevolg hiervan verloor bondskanselier Willy Brandt van de SPD zijn meerderheid in de Bondsdag. Brandt wist de daaropvolgende motie van wantrouwen alleen af te wenden dankzij de stemmen van twee dissidenten in de oppositie, van wie Julius Steiner steekpenningen van de Stasi had aangenomen.

## Frankrijk
In Frankrijk bestaat er geen verbod op het afsplitsen. Elke gekozen functionaris kan tijdens zijn ambtstermijn van loyaliteit veranderen.  Een voorbeeld van een politicus die zich afsplitste was Jean-Marie Cavada, die meerdere malen van partij wisselde in het Europees parlement. Een ander voorbeeld is Jean-Luc Bennahmias, die zich afsplitste en het Front démocrate oprichtte. Ook Malika Benarab-Attou veranderde van partij in het Europees parlement.

## Verenigde Staten
Partijwisselingen in het Amerikaanse Congres (bijvoorbeeld van de Republikeinen naar de Democraten, of vice versa) komen relatief zelden voor. In de periode tussen 1947 en 1997 wisselden slechts 20 leden van het Huis van Afgevaardigden en de Senaat van partij. Na de verkiezingen van 1994 (waarin de Republikeinen voor het eerst in veertig jaar de controle over beide kamers van het Congres kregen) stapten vijf Democraten in het Huis van Afgevaardigden en twee Democraten in de Senaat over naar de Republikeinse Partij. Een andere opmerkelijke verandering vond plaats in 2001 toen senator Jim Jeffords uit Vermont de Republikeinse Partij verliet om politiek onafhankelijke te worden, waardoor de Senaat onder Democratische controle kwam. Een ander opmerkelijk voorbeeld is Arlen Specter, een Republikeinse senator uit Pennsylvania, die in april 2009 overstapte naar de Democratische Partij. Dit gaf de Democraten een meerderheid in de Senaat, waardoor de Affordable Care Act door de Senaat kon worden  aangenomen. 